# Joaquim José Rodrigues Torres
Pour les articles homonymes, voir Torres.
Joaquim José Rodrigues Torres, vicomte d'Itaboraí (São João de Itaboraí, 13 décembre 1802 — Rio de Janeiro, 8 janvier 1872), est un homme d'État et journaliste brésilien. Il occupa de nombreux postes ministériels entre 1831 et 1870, occupant celui de président du Conseil des ministres de 1852 à 1853 et de 1868 à 1870.